# Mare malinconia
Mare malinconia è un singolo del cantautore e rapper italiano Franco126 e della cantautrice italiana Loredana Bertè, pubblicato il 10 giugno 2022 come unico estratto dalla riedizione dal diciassettesimo album in studio di Bertè Manifesto (Special Edition).

## Promozione
Il 9 giugno 2022, in occasione dell'evento dell'emittente radiofonica Radio Zeta Future Hits Live 2022 - Il Festival della Generazione Zeta, Franco126 e Loredana Bertè hanno cantato il brano per la prima volta.

## Video musicale
Il video, diretto da Francesco Coppola e con la partecipazione dell'attrice Lea Gavino, è stato pubblicato in concomitanza con il lancio del singolo attraverso il canale YouTube di Soldy Music.

## Tracce
Testi di Federico Bertollini Pietro Di Dionisio e Giovanni Maria de Cataldo, musiche di Federico Bertollini, Pietro Di Dionisio e Giorgio Poti.
1. Mare malinconia – 2:56